# 李凤斌
李凤斌（1965年—），内蒙古赤峰市人，汉族，中华人民共和国政治人物、第十一届全国人民代表大会内蒙古地区代表。
毕业于山东大学历史系世界近代史专业。加入民进，担任包头师范学院政治与法律学院院长。2008年起担任全国人大代表。